# 迭戈·特里斯坦
迭戈·特里斯坦（Diego Tristán，1976年1月5日—）出生於塞維利亞，是一名已退役的西班牙足球運動員，司職前鋒，曾代表西班牙國家隊，最後效力西乙加的斯。

## 生平

### 球會
早年
這名安達魯西亞的球員出身皇家貝迪斯青年軍，轉投馬略卡後表現出色，取得18個入球。
拉科魯尼亞
2000年如果（Lorenzo Sanz）能夠成功連任皇馬主席，特里斯坦可能已转会皇家馬德里。然而随着佩雷斯上台，特里斯坦最终选择加盟加利西亚球隊拉科鲁尼亚，取代受傷的荷蘭射手罗伊·马凯。经过磨合期的特里斯坦逐渐获得稳定首发，更以大量的入球回報主教練哈维尔·伊鲁埃塔的信任。来到拉科鲁尼亚的第一个赛季，特里斯坦總共為拉科魯尼亞射入23球，其中聯賽19球、歐聯2球及國王盃和超級盃各1球；第二赛季更是取得32個入球，其21個聯賽入球使他成為西甲首席神射手，再於歐聯及國王盃分別增加6個及5個入球。
2002年世界盃後特里斯坦開始走下坡，在世界盃的傷患影響他的演出，這時罗伊·马凯乘機取回其拉科魯尼亞首席射手地位，更於季後以29球奪得歐洲金靴獎。特里斯坦並不適應其在球隊的次席位置，但仍能射入19球，包括聯賽9球、歐聯4球及國王盃6球。
马凯於季後轉投拜仁慕尼黑，但特里斯坦仍然不能再次回復他在2002年的佳態。在2003/04年球季特里斯坦只有10次可以踼完全場比賽，另有20場被換離場及18次後補上陣，名義上在整季56場比賽中只缺陣8場，但特里斯坦只取得13個入球，包括聯賽8球、歐聯3球及國王盃2球。卓斯坦在2003年11月5日歐聯拉科魯尼亞3-8慘敗給摩納哥中所入的一球，獲歐洲體育頻道（Eurosport）選為2003/04年歐聯金球（Goal of the Year）。
為拉科魯尼亞披甲4個球季中，特里斯坦總共為球隊射入87球。但據報卓斯坦缺乏職業運動員應有的操守，總不能達到最佳狀態。忍無可忍的拉科魯尼亞於2006年9月1日將特里斯坦與阿根廷後衛利昂内尔·斯卡洛尼一同放棄。
马略卡
特里斯坦的名字与不同的西班牙或海外球隊拉上關係，其中包括英超的保頓，但特里斯坦選擇重返馬略卡。由於未能重拾體能、狀態及入球，他於2007年1月31日被這支海島球隊棄用。
利沃诺
2007年7月特里斯坦與意甲球隊利沃诺簽署1年合約，取代離隊轉投烏克蘭顿涅茨克矿工的卢卡雷利。但特里斯坦在這支托斯卡纳的球隊表現失色，整季只能射入1球，球季末利沃诺更排名包尾而需降級到意乙，而特里斯坦亦被棄用。
西汉姆联
2008年9月30日特里斯坦到倫敦參與韋斯咸的試練，由於正選前鋒艾殊頓需要長期養傷，西汉姆联队前線缺乏有級數的數糊人物，於10月14日正式簽入特里斯坦，成為佐拉上任領隊後首名加盟的球員。12月8日主場對熱刺下半場末段首次替補上陣；12月28日主場對史篤城，再次後備入替的特里斯坦在完場前將卡頓·高爾的射球改變方向入網，為球隊鎖定2-1勝局。在卡尔顿·科尔因傷缺陣期間，特里斯坦獲得較多正選出場機會，於4月18日作客對阿士東維拉在完場前5分鐘，機警地將戴亞原本射斜的遠射頭頂修正入網，為球隊扳平1-1。季後卓斯坦成為6名被放棄的球員之一。
加的斯
2009年7月24日特里斯坦加盟剛升班西乙的加的斯。

### 國家隊
卓斯坦於2001年6月2日首度披上西班牙國家隊球衣出戰波黑國家隊，結果4-1獲勝，卓斯坦在完場前射入球隊的第四球。
挾西甲神射手之名，卓斯坦順利入選西班牙2002年韓日世界盃決賽週大軍名單中，獲派10號球衣。首場對斯洛文尼亞無甚建樹，下半場67分鐘被換離場；次場對巴拉圭更腹股溝受傷，半場讓位給摩連迪斯，而摩連迪斯把握機會梅開二度，協助西班牙反勝3-1，提早晉級16強淘汰賽階段；分組賽最後一場對南非，卓斯坦養傷。而16強淘汰賽對愛爾蘭，卓斯坦坐在後備席觀看隊友以十二碼3-2險勝過關。8強對主辦國之一的南韓，同樣只能坐在後備席看著比賽，加時後平手1-1，再需以十二碼決勝，但這次西班牙以3-5落敗。整項比賽卓斯坦只上陣兩場，令人失望的沒有取得入球，更沒有一場踢足全場比賽。
卓斯坦於2003年9月6日最後一次代表西班牙，作客對葡萄牙，以3-0獲勝並射入1球。

## 榮譽

### 球隊
拉科魯尼亞
- 西班牙超級盃
  - 2000年、2002年；
- 西班牙國王盃
  - 2002年[15]；

### 個人
- 皮奇奇獎（Pichichi Trophy，西甲神射手）
  - 2001/02年（21球）；

## 外部連結
- 足球数据库：迭戈·特里斯坦的球员统计数据
- （西班牙文） sportec：卓斯坦在國家隊的統計